# Boliche nos Jogos Pan-Americanos de 1995
As competições de boliche nos Jogos Pan-Americanos de 1995 foram realizadas em Mar del Plata, Argentina. Foi a segunda edição do esporte no evento, que foi disputado para ambos os sexos.

## Masculino

### Individual
| POSIÇÃO | FINAL                | PONTUAÇÃO |
| ------- | -------------------- | --------- |
|         | Bill Rowe (CAN)      | 1.295     |
|         | Patrick Healey (USA) | 1.260     |
|         | Marco Zepeda (MEX)   | 1.237     |

### Duplas
| POSIÇÃO | FINAL                                                | PONTUAÇÃO |
| ------- | ---------------------------------------------------- | --------- |
|         | USA Estados Unidos • Patrick Healey • Chris Barnes   | 2.559     |
|         | AHO Antilhas Neerlandesas • Samir Daou • Carlos Finx | 2.545     |
|         | CAN Canadá • Mark Doi • Bill Rowe                    | 2.463     |

### Equipes
| POSIÇÃO | FINAL                                                                                 | PONTUAÇÃO |
| ------- | ------------------------------------------------------------------------------------- | --------- |
|         | USA Estados Unidos • Patrick Healey • Mark Van Meter • John Eiss • Chris Barnes       | 4.923     |
|         | VEN Venezuela • Agustin de Farias • Pedro Avendano • Arturo Hernández • Pedro Carreyo | 4.684     |
|         | CAN Canadá • Marc Doi • Doug Schatz • Paul Gyarmati • Bill Rowe                       | 4.677     |

### Todos os eventos
| POSIÇÃO | FINAL                   | PONTUAÇÃO |
| ------- | ----------------------- | --------- |
|         | Patrick Healey (USA)    | 3.464     |
|         | Pedro Carreyo (VEN)     | 3.410     |
|         | Agustin de Farias (VEN) | 3.404     |

## Feminino

### Individual
| POSIÇÃO | FINAL                  | PONTUAÇÃO |
| ------- | ---------------------- | --------- |
|         | Catharine Willis (CAN) | 1.305     |
|         | Mariela Alarza (VEN)   | 1.266     |
|         | Lisa Bishop (USA)      | 1.212     |

### Duplas
| POSIÇÃO | FINAL                                              | PONTUAÇÃO |
| ------- | -------------------------------------------------- | --------- |
|         | USA Estados Unidos • Missy Howard • Lesia Stark    | 2.548     |
|         | MEX México • Georgina Serratos • Gabriela Sandoval | 2.463     |
|         | VEN Venezuela • Margalit Mizrachi • Mariela Alarza | 2.445     |

### Equipes
| POSIÇÃO | FINAL                                                                                    | PONTUAÇÃO |
| ------- | ---------------------------------------------------------------------------------------- | --------- |
|         | CAN Canadá • Sandy Lowe • Anne Saasto • Debbie Ship • Catharine Willis                   | 4.676     |
|         | USA Estados Unidos • Lisa Bishop • Lesia Stark • Missy Howard • Liz Johnson              | 4.557     |
|         | VEN Venezuela • Margalit Mizrachi • Mariela Alarza • Marianela Lista • Mirella Trasolini | 4.547     |

### Todos os eventos
| POSIÇÃO | FINAL              | PONTUAÇÃO |
| ------- | ------------------ | --------- |
|         | Liz Johnson (USA)  | 2.726     |
|         | Edda Piccini (MEX) | 2.590     |
|         | Luz Leal (COL)     | 2.485     |

## Quadro de medalhas
| Posição | País                      |   |   |   | Total |
| ------- | ------------------------- | - | - | - | ----- |
| 1       | USA Estados Unidos        | 5 | 2 | 1 | 8     |
| 2       | CAN Canadá                | 3 | 0 | 2 | 5     |
| 3       | VEN Venezuela             | 0 | 3 | 3 | 6     |
| 4       | MEX México                | 0 | 2 | 1 | 3     |
| 5       | AHO Antilhas Neerlandesas | 0 | 1 | 0 | 1     |
| 6       | COL Colômbia              | 0 | 0 | 1 | 1     |
| Total   | Total                     | 8 | 8 | 8 | 24    |